# وكالة إحصاءات التعليم العالي
وكالة إحصاءات التعليم العالي (بالإنجليزية: Higher Education Statistics Agency)‏ هي الوكالة الرسمية لجمع وتحليل ونشر المعلومات الكمية حول التعليم العالي في المملكة المتحدة.
تم إنشاء ال HESA بالاتفاق بين الدوائر الحكومية ذات الصلة ومجالس تمويل التعليم العالي والجامعات والكليات في عام 1993، وفي أعقاب الورقة البيضاء «التعليم العالي: إطار جديد» التي دعت إلى مزيد من الترابط في إحصائيات التعليم العالي، وقوانين التعليم العالي والتعليم الإضافي عام 1992 التي أسست نظام تعليم عالي متكامل في جميع أنحاء المملكة المتحدة. في عام 2018، أصبحت ال HESA هيئة البيانات المعينة والمحددة للتعليم العالي في إنجلترا بموجب قانون التعليم العالي والبحث لعام 2017.

## جمع البيانات
تجمع ال HESA البيانات من جميع مؤسسات التعليم العالي الممولة من القطاع العام (HEIs) في المملكة المتحدة بالإضافة إلى عدد صغير من مقدمي الخدمات من القطاع الخاص.
تيارات جمع البيانات السنوية هي:
- جمع بيانات الطلاب: معلومات عن الطلاب والدورات والمؤهلات في مؤسسات التعليم العالي (HEIs)
- جمع بيانات الطالب الملتحقين بموفري الخدمات البديلة: معلومات عن الطلاب والدورات والمؤهلات الملتحقين بموفري بدائل التعليم العالي (Alternative Providers)
- جمع بيانات الموظفين: معلومات عن الموظفين العاملين في مؤسسات التعليم العالي
- السجل المالي: إيرادات ونفقات مؤسسات التعليم العالي
- نتائج التخرج: استقصاء ومسح لأنشطة الخريجين بعد 15 شهرًا من ترك التعليم العالي
- إجمالي السجل الخارجي: عدد الطلاب الذين يدرسون في الخارج بالكامل للحصول على مؤهلات التعليم العالي في المملكة المتحدة
- إستقصاء التفاعل بين المشاريع التجارية والمجتمع مع التعليم العالي: معلومات حول التفاعلات بين مؤسسات التعليم العالي والمشاريع والمجتمع الأوسع
- سجل إدارة العقارات: المباني والعقارات والمعلومات البيئية حول مؤسسات التعليم العالي
- سجل تدريب المعلمين الأولي (ITT)
- جمع بيانات المقارنة بين مواد التعليم العالي (Unistats Collection)
- جمع ملفات المزود
- وجهات المتخرجين من التعليم العالي: مسح لأنشطة الخريجين بعد ستة أشهر من ترك التعليم العالي

## المخرجات الإحصائية
تنشر ال HESA إحصاءات وتحليلات بناءً على البيانات التي تجمعها منها:
- النشرات الإحصائية: مخرجات الإحصاءات الرسمية التي تلخص كل مصدر بيانات
- إصدارات البيانات المفتوحة السنوية: جداول إحصائية مفصلة
- مؤشرات الأداء: بيانات مقارنة حول أداء مؤسسات التعليم العالي في توسيع المشاركة، والاحتفاظ بالطلاب، ونتائج التعلم والتدريس، ومخرجات البحث، وتوظيف الخريجين.

يعمل Jisc كمعالج بيانات لـوكالة إحصاءات التعليم العالي (HESA) لتوفير بيانات مستخرجة للبحث والنشر بواسطة مستخدمين خارجيين مثل (League tables of British universities).

## روابط خارجية
https://www.hesa.ac.uk/